# パリ・イリュストレ
パリ・イリュストレ (仏：Paris illustré) は、1883年に月刊誌として創刊したフランスのイラスト入り雑誌。価格は1フランで、1886年末より週刊となり、1920年まで刊行された。

## 歴史
本誌の前身として1870年3月から6月までA. L. G. Delahayeと、Ch. P. Duplessisによって発行された同名の雑誌があった。
『パリ・イリュストレ』はルネ・バシェによって1883年5月に創刊した。当初は月刊で、最初の特集はパリの芸術家のサロンに関するものであった。各号の内容は原則テーマ別となっており、毎号カラー・イラスト付きの解説書が本誌の袖の部分に付属していた。
イラストの製版には版画家のシャルル・ジローによって開発されたタイポグラヴレという技術が初めて使われた。印刷はパリのフルール通り9番にあったシャルル・ラウレの工房で行なわれ、二万五千部を発行した。当初は描画のために多くのイラストレーターを起用したが、1890年代から写真の複製を使用した。
『パリ・イリュストレ』は1886年末にグーピル商会に売却されたのちは週刊となった。グーピル商会は本誌の補巻として1898年6月からスポーツ月刊誌の「レ・スポー・モデルヌ」(Les Sports modernes)を発行している。
『パリ・イリュストレ』の最終号は1920年6月に発行されたようである。

## 日本文化の紹介

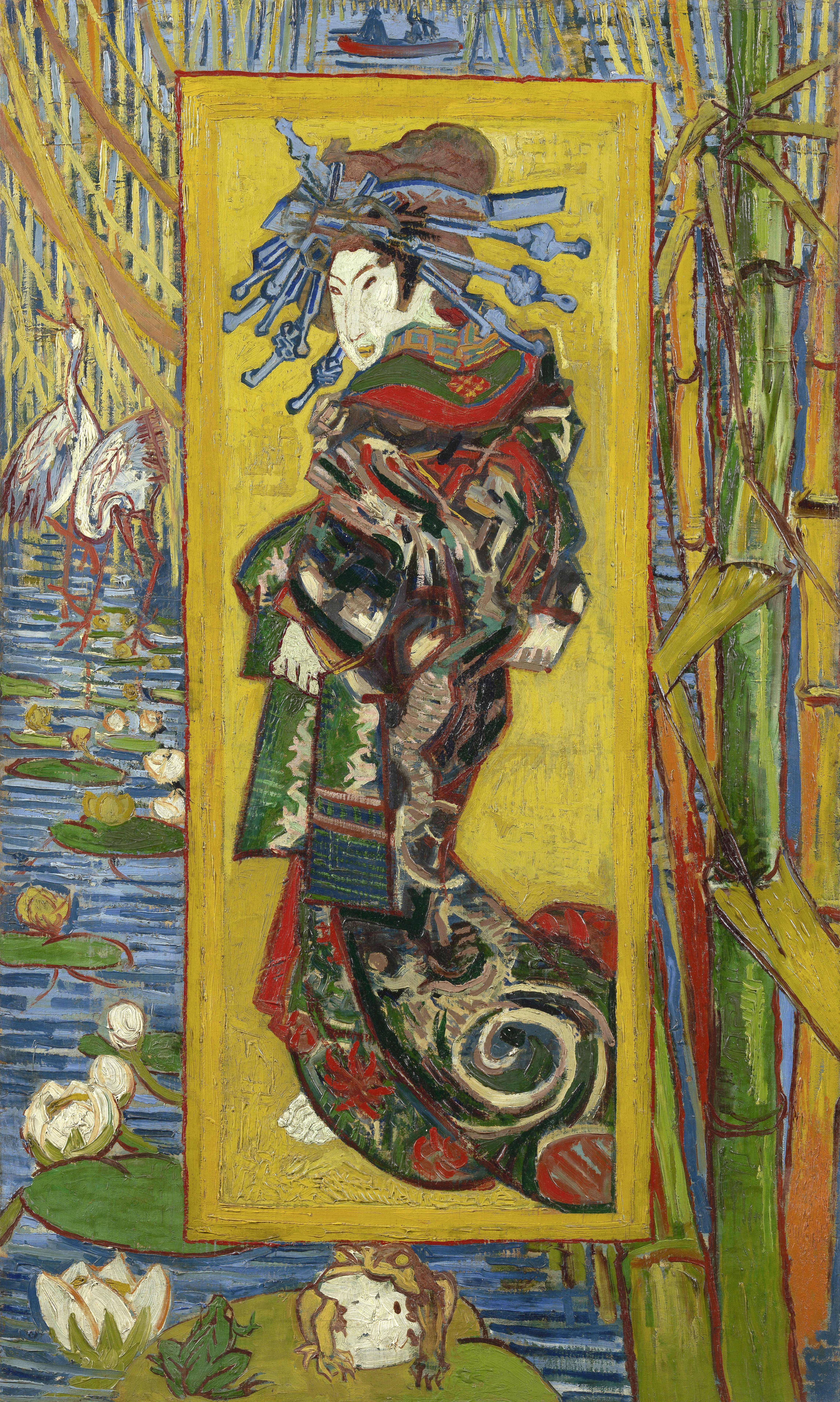
「ジャポネズリー 花魁」
(1887年)

本誌は1886年5月号（第45.46合併号）で日本文化を特集している。本号の表紙には渓斎英泉作の浮世絵「雲龍打掛の花魁」を使用したが、フィンセント・ファン・ゴッホがこれをモチーフとした「ジャポネズリー 花魁」を描いたことが知られている。
なお、本号では美術商の林忠正がテキストを担当したが、これは日本人が西欧人向けに自国文化の紹介記事を書いた初めての事例となった。

## ギャラリー

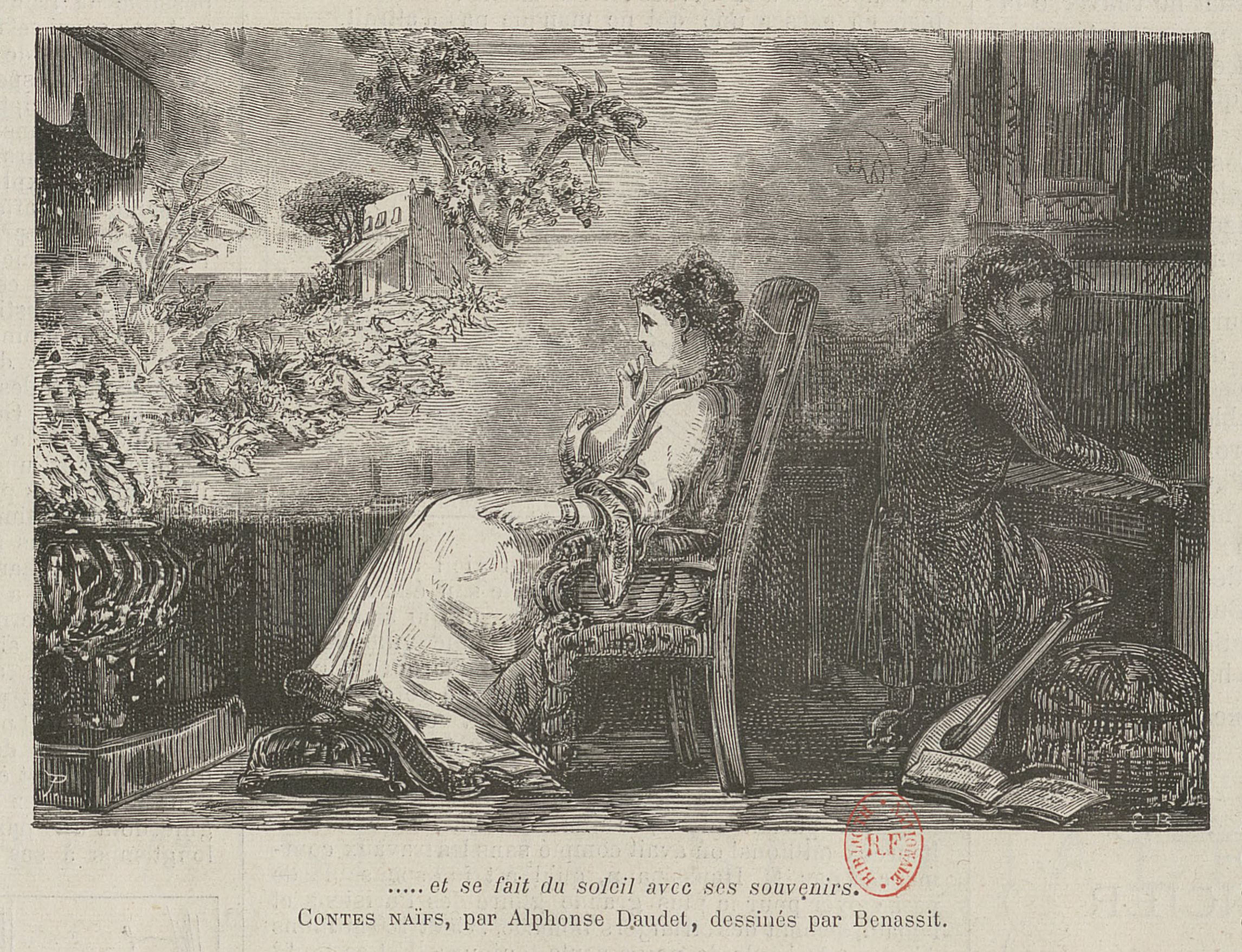
A.ドーデ作 "Contes Naïfs" の挿絵 エミール・ベナッシ画
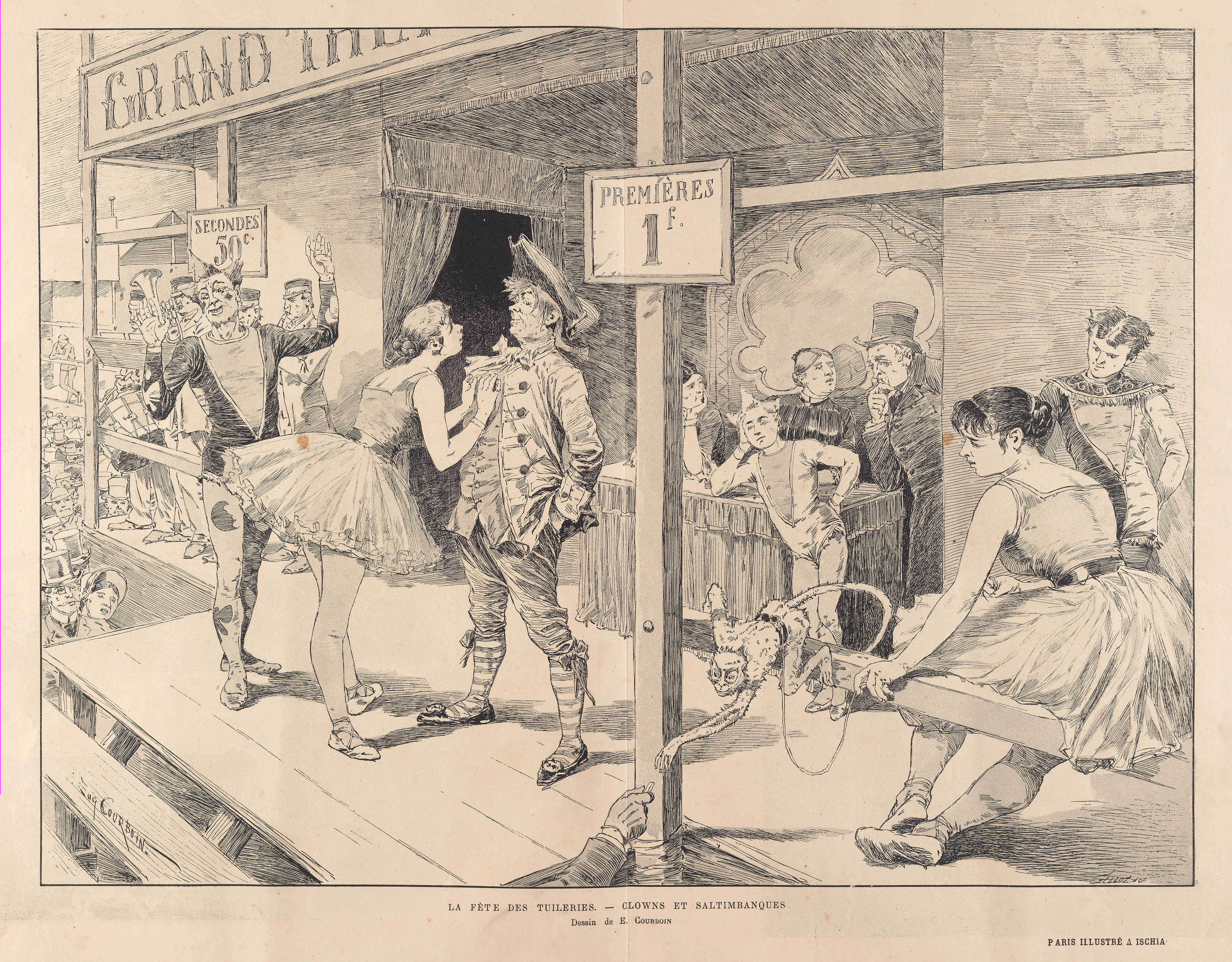
「テュイルリー庭園、道化師、曲芸師」 ウージェーヌ・クルボワン画
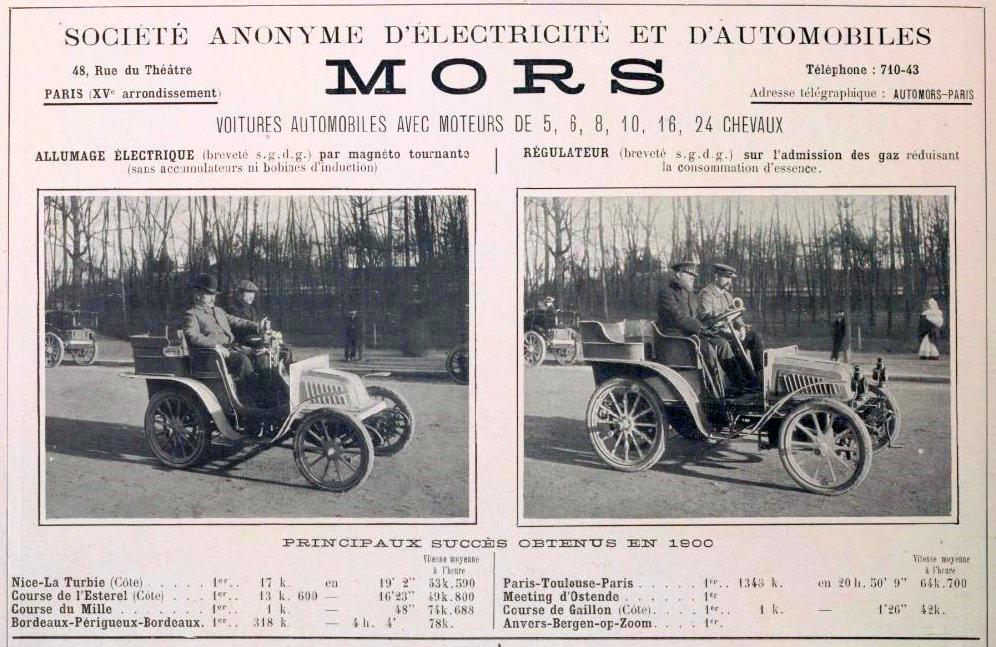
モース自動車の広告 (1900年) 「レ・スポー・モデルヌ」

## 関連紙誌
※発刊順に列記
- イラストレイテド・ロンドン・ニュース
- イリュストラシオン
- イルストリールテ・ツァイトゥング
- ラ・イルスタシオン
- ル・モンド・イリュストレ
- ユニヴェール・イリュストレ
- ル・トゥール・デュ・モンド
- イリュストラシオン・ユーロピエンヌ
- パリ・イリュストレ
- ラヴィ・イリュストレ